# 東海大学前駅
東海大学前駅（とうかいだいがくまええき）は、神奈川県秦野市南矢名一丁目にある、小田急電鉄小田原線の駅である。駅番号はOH 38。
秦野市に所在するが、秦野盆地外側に位置しており平塚市との市境が近い。徒歩約15分の距離にある東海大学湘南キャンパスが駅名の由来である。
2025年3月7日に賃貸住宅仲介を行うAPAMANが、アパマンショップ公式サイトユーザーを対象に「住みたい駅」についてアンケート結果を発表し、当駅が「2025年度版 住みたい駅ランキング」にて関東エリア3位に選定された。

## 歴史

### 年表
- 1927年（昭和2年）4月1日：大根駅（おおねえき）として開設。「直通」の停車駅となる。なお、各停は新宿駅 - 稲田登戸駅（現・向ヶ丘遊園）間運行であり、当駅までの運行はなかった。
- 1945年（昭和20年）6月：新宿駅 - 稲田登戸駅間行であった各停が全線運行されることとなり、停車駅となる。同時に「直通」は廃止。
- 1946年（昭和21年）10月1日：準急新設、停車駅となる。
- 1960年（昭和35年）3月25日：通勤準急新設、停車駅となる。
- 1972年（昭和47年）12月18日：急行停車開始。
- 1987年（昭和62年）3月9日：東海大学前駅（とうかいだいがくまええき）へ改称[3][4]。橋上駅舎化される[3][4]。
- 2004年（平成16年）12月11日：快速急行・区間準急が設定され、停車駅となる。
- 2007年（平成19年）6月13日：1番線ホームで乗客の指がドアに挟まれたまま発車、列車とホーム間に転落して負傷する人身事故が発生する。[5]
- 2008年（平成20年）
  - 4月4日：駅前広場内ロータリー・ペデストリアンデッキ使用開始。
  - 7月19日 - 7月20日：駅前広場ロータリーとペデストリアンデッキの完成記念イベントとして、新しくできた駅前広場で「サマーフェスタ in 大根」が開催される。
  - 9月22日：駅前広場内ロータリーに東海大学前駅南口バス停が新設、神奈中バス乗入開始。
- 2012年（平成24年）3月17日：本厚木以西での区間準急設定が消滅、停車駅から外れる。
- 2014年（平成26年）1月：OH 38の駅ナンバリング導入、使用開始[6]。
- 2018年（平成30年）3月17日：伊勢原以西での準急設定消滅、停車駅から外れる[7]。

### 駅名の由来

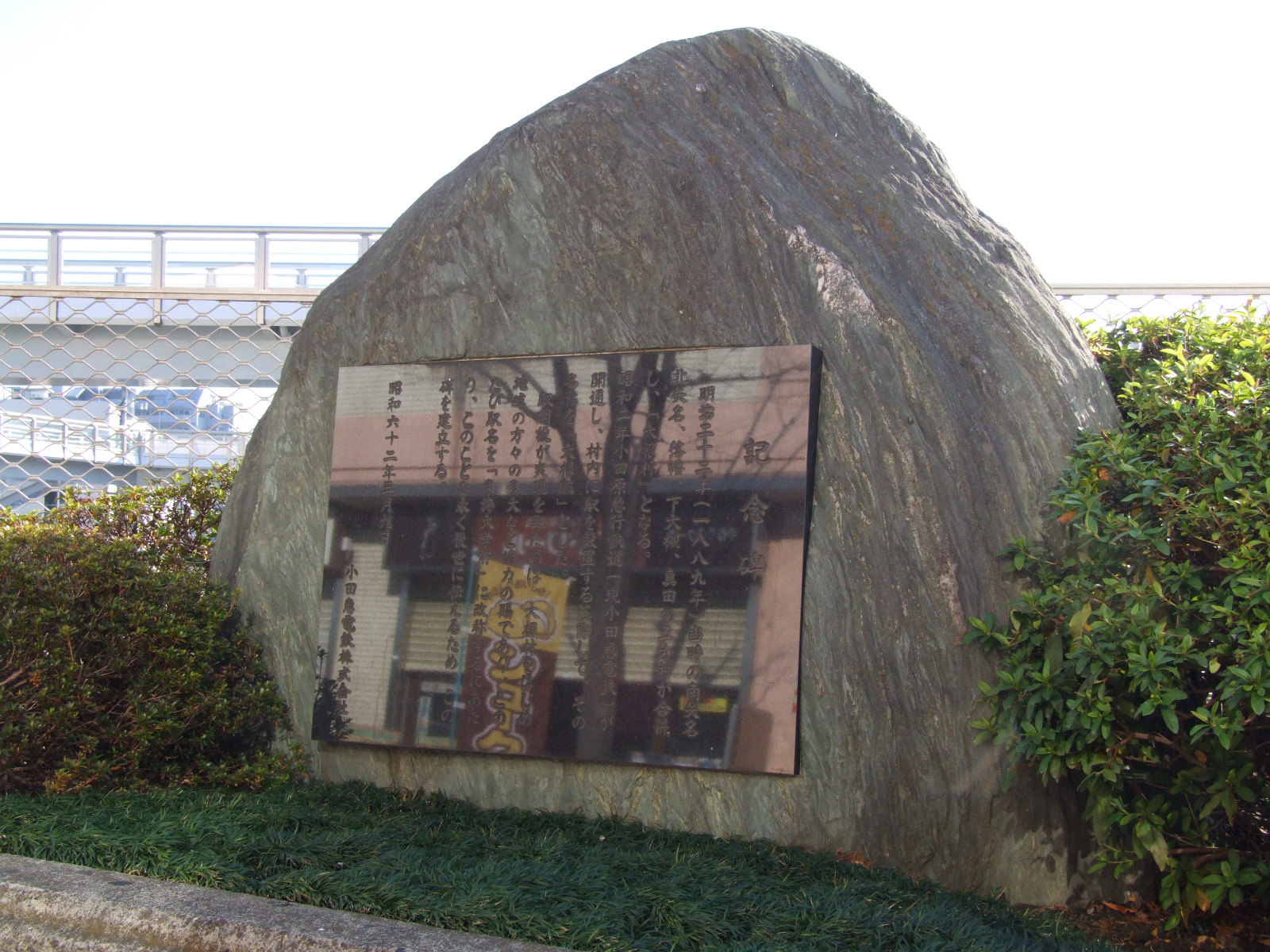
大根駅記念碑（南口・マクドナルド前）（2008年1月6日）

当駅開設時は中郡大根村に位置していたことから大根駅（）と名付けられた。その後も付近一帯（北矢名・南矢名・下大槻・鶴巻）は大根地区と呼ばれている。
1987年（昭和62年）に現在の東海大学前駅へ改められた。橋上駅舎へ改修する際に東海大学が資金を提供した（ほぼ同時期に熊本県の東海学園前駅の建設資金も当時の国鉄に提供している）ことによりその名前が付けられた。その際に地元住民の働き掛けで旧駅名である「大根」という地名のいわれを後世に伝えるための石碑が駅前に設置された。

## 駅構造
相対式ホーム2面2線を有する地上駅。橋上駅舎を備える。改札階 - ホーム階間を連絡するエレベーターが設置されている。
トイレはかつて下りホームにあったが、2007年（平成19年）3月に2F改札口内に移転した。移転前から多目的トイレを備えていたが、移転後はオストメイト・乳幼児対応設備が追加された。
2014年度（平成26年度）設備投資計画にて行先案内表示器新設が盛り込まれた。さらに、ホーム上家の増設工事を実施する予定である。

### のりば
| ホーム | 路線     | 方向 | 行先                          |
| ------ | -------- | ---- | ----------------------------- |
| 1      | 小田原線 | 下り | 小田原・箱根湯本方面          |
| 2      | 小田原線 | 上り | 相模大野・新宿・ 千代田線方面 |

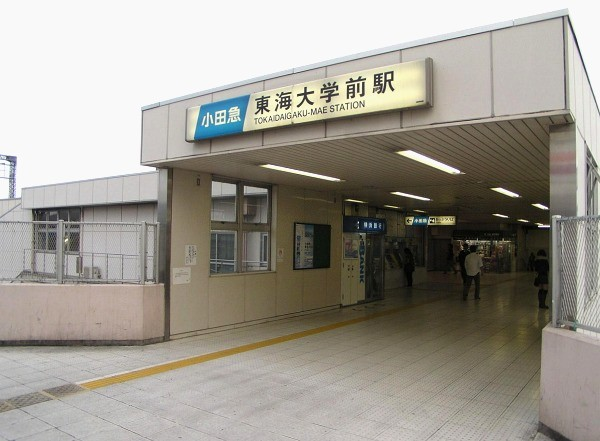
北口（2006年10月28日）
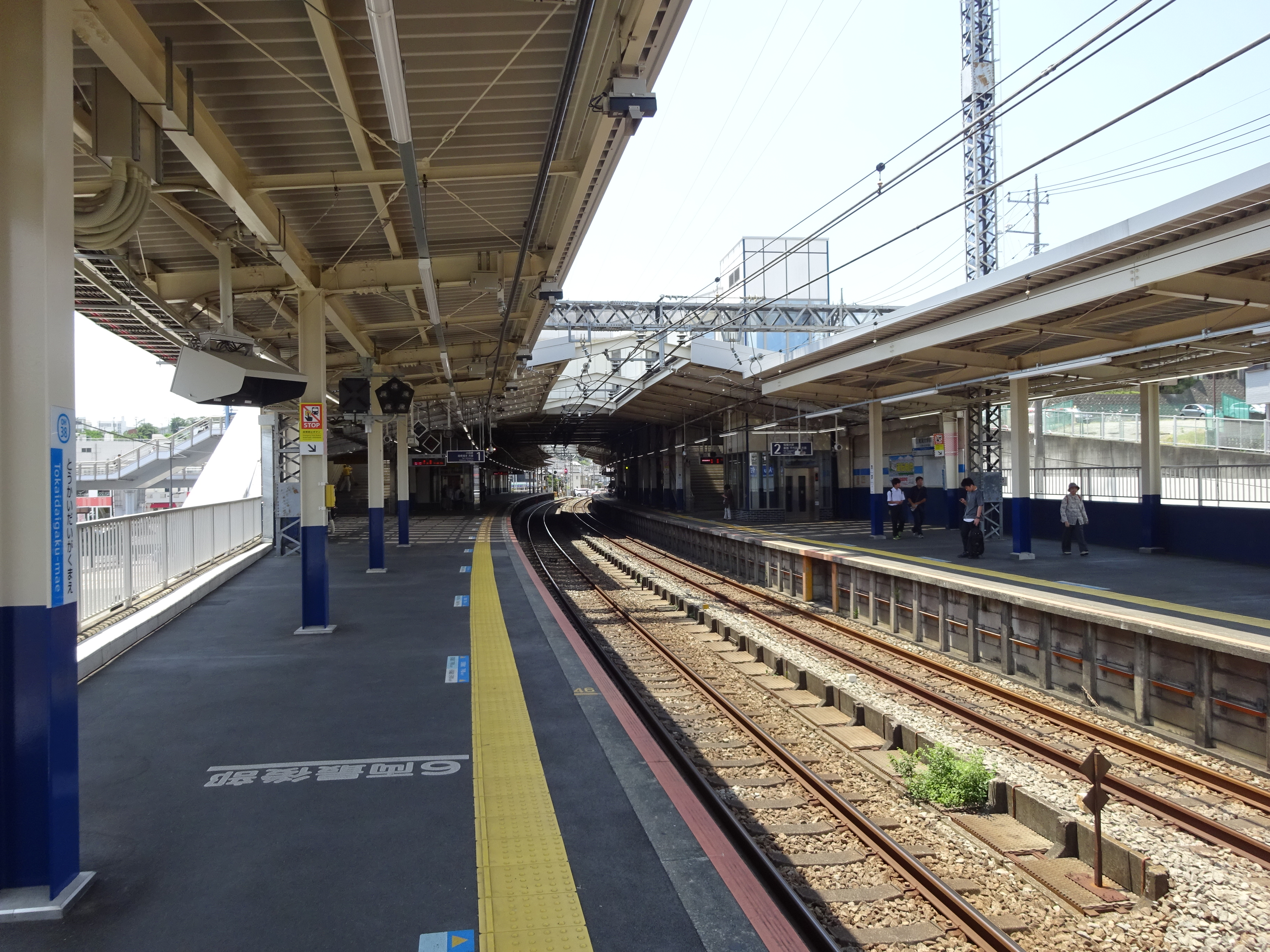
ホーム（2017年6月17日）

## 利用状況
2024年度（令和6年度）の1日平均乗降人員は36,215人である（小田急線全70駅中29位）。2020年度（令和2年度）は新型コロナウイルス感染症（COVID-19）流行の影響で東海大学がオンライン授業を採用し、大学へ直接通う学生が減少したため、前年度比-52.7 %という小田急線内全駅の中で最大の減少率を記録した。
近年の乗降・乗車人員の推移は以下の通り。
| 年度               | 1日平均 乗降人員 | 1日平均 乗車人員 | 出典                |
| ------------------ | ---------------- | ---------------- | ------------------- |
| 1982年（昭和57年） | 35,585           |                  |                     |
| 1995年（平成07年） |                  | 20,131           | [ 神奈川県統計 1 ]  |
| 1998年（平成10年） |                  | 19,300           | [ 神奈川県統計 2 ]  |
| 1999年（平成11年） |                  | 19,474           | [ 神奈川県統計 3 ]  |
| 2000年（平成12年） |                  | 19,509           | [ 神奈川県統計 3 ]  |
| 2001年（平成13年） | 39,593           | 19,936           | [ 神奈川県統計 4 ]  |
| 2002年（平成14年） | 39,379           | 19,853           | [ 神奈川県統計 5 ]  |
| 2003年（平成15年） | 38,997           | 19,737           | [ 神奈川県統計 6 ]  |
| 2004年（平成16年） | 38,887           | 19,570           | [ 神奈川県統計 7 ]  |
| 2005年（平成17年） | 38,311           | 19,301           | [ 神奈川県統計 8 ]  |
| 2006年（平成18年） | 37,916           | 19,111           | [ 神奈川県統計 9 ]  |
| 2007年（平成19年） | 38,089           | 19,194           | [ 神奈川県統計 10 ] |
| 2008年（平成20年） | 37,776           | 19,051           | [ 神奈川県統計 11 ] |
| 2009年（平成21年） | 37,917           | 19,122           | [ 神奈川県統計 12 ] |
| 2010年（平成22年） | 38,078           | 19,189           | [ 神奈川県統計 13 ] |
| 2011年（平成23年） | 38,503           | 19,399           | [ 神奈川県統計 14 ] |
| 2012年（平成24年） | 39,283           | 19,764           | [ 神奈川県統計 15 ] |
| 2013年（平成25年） | 40,589           | 20,422           | [ 神奈川県統計 16 ] |
| 2014年（平成26年） | 39,922           | 20,072           | [ 神奈川県統計 17 ] |
| 2015年（平成27年） | 41,131           | 20,652           | [ 神奈川県統計 18 ] |
| 2016年（平成28年） | 41,306           | 20,743           | [ 神奈川県統計 19 ] |
| 2017年（平成29年） | 40,950           | 20,559           | [ 神奈川県統計 20 ] |
| 2018年（平成30年） | 39,974           | 20,084           | [ 神奈川県統計 21 ] |
| 2019年（令和元年） | 38,909           | 19,539           | [ 神奈川県統計 22 ] |
| 2020年（令和02年） | 18,421           |                  |                     |
| 2021年（令和03年） | 24,878           |                  |                     |
| 2022年（令和04年） | 32,462           |                  |                     |
| 2023年（令和05年） | 35,209           |                  |                     |
| 2024年（令和06年） | 36,215           |                  |                     |

## 駅周辺・施設
- 小田急マルシェ東海大学前 - 出店店舗の一覧・詳細情報は小田急電鉄公式サイト「小田急マルシェ東海大学前 小田急でショッピング」を参照。
- ザ・ビッグ 平塚真田店
- 業務スーパー真田店
- ヨークタウン北金目ショッピングセンター - ヨークフーズ北金目店を核店舗に、コジマ×ビックカメラ 東海大学東店・サンドラッグ 北金目店などが出店。駅からは約2キロメートルほど離れており、徒歩で約30分を要する。

### 教育機関
- 秦野市立大根小学校
- 秦野市立広畑小学校
- 秦野市立大根中学校
- 神奈川県立秦野高等学校
- 東海大学湘南キャンパス - 当駅から南に下った小高い丘の上にある。徒歩約20分。
- 神奈川大学湘南ひらつかキャンパス - 東海大学の南方に位置するが、路線バスは秦野駅を発着する。

### 金融
- 秦野北矢名郵便局
- 秦野東海大学前郵便局
- 横浜銀行東海大学駅前支店
- 中栄信用金庫東海大学駅前支店
- 平塚信用金庫東海大学駅前支店

### 公民館・交番
- 秦野警察署東海大学駅前交番
- 秦野市立大根公民館

## バス路線
北口・南口それぞれに路線バスが発着する。北口の乗り場の名称は東海大学前駅であるが、北口を出て線路沿いを秦野方面に100mほど進んだ先に乗り場がある。南口は東海大学前駅南口で、バスロータリーに発着する。
コミュニティタクシーを除いた全路線が神奈川中央交通により運行されている。
東海大学前駅
- 学01 - オレンジヒル循環
- 学02 - オレンジヒル行

東海大学前駅南口
- 1番乗り場
  - 平73：東海大学1号館前・広川・市役所前経由平塚駅北口行[11]
  - 平77：東海大学1号館前・市民病院前経由平塚駅北口行[11]
- 2番乗り場
  - 巻02・学04：下大槻団地行
  - 秦44・秦45：下大槻団地経由秦野駅行
- 3番乗り場
  - 巻02・秦44：鶴巻温泉駅南口行
- 秦野市コミュニティタクシー乗り場
  - おおね台循環（右回り・左回り）

## 隣の駅
小田急電鉄
 小田原線

■快速急行・■急行・■各駅停車
鶴巻温泉駅 (OH 37) - 東海大学前駅 (OH 38) - 秦野駅 (OH 39)